# Falibilismo
El falibilismo es la doctrina lógica que sostiene la posibilidad de que una proposición dada puede ser negada, cambiando su valor de verdad y a partir de ella obtener una nueva discriminación certera acerca de lo conocido. Esta doctrina tiene su génesis en el lógico Charles Sanders Peirce, conformando un elemento fundamental de sus sistema lógico y filosófico. 
Charles Sanders Peirce la esgrimía para criticar a Sócrates : "Sócrates(...)habría quedado muy satisfecho de que se le hubiese vencido en una discusión, porque gracias a ello habría aprendido algo", al mismo tiempo que postulaba con ella la exclusión total de proposiciones infalibles, es decir, proposiciones que se dan como ciertas sin margen de error lógico alguno. 
Otro de los proponentes del falibilismo será Karl Popper, quien construirá su teoría del conocimiento (el racionalismo crítico) sobre presupuestos falibilísticos, es decir, por el margen lógico de refutación que debe poseer una proposición cualquiera dentro de una hipótesis para que esta sea considerada como científica. Generalmente se confunde esta afirmación (el falsacionismo) con el hecho de que una teoría siempre será refutada, concepción equívoca, pues el Principio de Falsación de Popper es un criterio para exigir cómo sería posible exponer la falsedad de una hipótesis. El falibilismo puede entonces entenderse como la posibilidad de que todo conocimiento puede, en principio, ser erróneo.
Se vincula, consiguientemente, con la admisión del conocimiento empírico puede ser siempre revisado por posteriores observaciones, esto es, todo conocimiento empírico es susceptible de sucesivas confirmaciones. Repárese en que la tesis "cualquier cosa que tomamos por conocimiento puede posiblemente convertirse en falsa" no es lógicamente equivalente a la proposición de que "todo cuanto podamos decir es falso", proposición autocontradictoria.
La verdad empírica y su falibilidad queda drásticamente separada de la validez formal, propia de las estructuras abstractas de la lógica y las matemáticas. La inducción, sostenía Peirce, se mueve en una línea de hechos homogéneos hasta sus causas, por lo que clasifica y no explica. La deducción, en cambio, fuente del conocimiento matemático y lógico, es un razonamiento que no puede conducir desde premisas verdaderas a conclusiones falsas. Por consiguiente, razonaba Pierce, la inferencia más adecuada para la obtención de la verdad empírica es la abducción. A esto añadía su presupuesto falibilista, creando un sistema filosófico que denominó pragmatismo.

## Falibilismo moral
El falibilismo moral es una aplicación ética del concepto epistemológico más amplio indicado anteriormente. En el debate entre subjetivismo moral y objetivismo moral, el falibilismo moral sostiene una posición intermedia: que los patrones morales objetivamente verdaderos existen, pero que no pueden ser determinados concluyentemente por el ser humano. Esto evita el problema asociado con la flexibilidad del subjetivismo a la idea de que la moral no es un asunto de mera opinión, llevando al conflicto entre diferentes moralidades objetivas. Notables proponentes de esta postura son Isaiah Berlin (pluralismo de valores) y Bernard Williams (perspectivismo).